# 제29회 베를린 국제 영화제
제29회 베를린 국제 영화제는 1979년 2월 20일에 열린 시상식이다.

## 수상 및 후보

### 황금곰상
- 데이비드 - 피터 릴리엔탈 수상

### 은곰상
- 마리아 브라운의 결혼 - 라이너 베르너 파스빈더 수상

### 은곰상:감독상
- 윈터본 - 아스트리드 헨닝-젠슨 수상

### 은곰상:여자연기자상
- 마리아 브라운의 결혼 - 한나 쉬굴라 수상

### 은곰상:남자연기자상
- 어네스토 - 미켈레 플라치도 수상

### 황금곰상:단편영화상
- 우부 - 제프 던버 수상

### 은곰상:공헌상
- 노스페라투 - 헨닝 본 기어크 수상
- 더 엠퍼러 - 스튼 홈버그 수상

### 파노라마 관객상
- 유령 - 르네 퍼라우딘 외 1명 수상